# Mauricio Núñez
Mauricio de Jesús Núñez Morales (San José, 28 de octubre de 1993) es un futbolista profesional costarricense que juega como defensa y su actual equipo es el Sporting Football Club de la Primera División de Costa Rica.

## Trayectoria
Inició su carrera en las ligas menores del Deportivo Saprissa, para luego pasar a las ligas menores del Club Sport Herediano en el 2010. Con los florenses haría su debut en la Primera División el 16 de septiembre de 2012 en un encuentro ante Club Deportivo Belén Siglo XXI. Su primera anotación en Primera División la consiguió el 9 de diciembre de 2012 ante el Deportivo Saprissa. Con los florenses se proclamaría campeón del torneo de Verano 2013 y del Verano 2015, así como subcampeón en el Invierno 2013. En el 2014 sería cedido a préstamo al Club Deportivo Belén Siglo XXI y regresaría de esta cesión al año siguiente. 
El 25 de enero de 2016 el Club Sport Herediano anuncia que cederá a préstamo a Núñez al equipo del FC Guria Lanchkhuti de la Umaglesi Liga de Georgia por un periodo de un año. En el 2016 regresa al Club Sport Herediano. En el 2017 llega al Municipal de Pérez Zeledón cedido en condición de préstamo, equipo con el que milita hasta la actualidad. 
A nivel de selecciones nacionales ha disputado la eliminatoria para la Copa Mundial de Fútbol Sub-20 de 2013, así como los X Juegos Deportivos Centroamericanos.

## Clubes
| Club                           | País       | Año                |
| ------------------------------ | ---------- | ------------------ |
| C.S Herediano                  | Costa Rica | 2012 - 2014        |
| Belén FC (Préstamo)            | Costa Rica | 2014               |
| C.S Herediano                  | Costa Rica | 2015               |
| FC Guria Lanchkhuti (Préstamo) | Georgia    | 2016               |
| C.S Herediano                  | Costa Rica | 2016               |
| Pérez Zeledón                  | Costa Rica | 2017 - 2019        |
| C.S Herediano                  | Costa Rica | 2020 - 2021        |
| Municipal Grecia               | Costa Rica | 2021               |
| Pérez Zeledón                  | Costa Rica | 2022 - 2023        |
| Sporting Football Club         | Costa Rica | 2024 - Actualmente |

## Palmarés
| Título                                              | Equipo                  | Año            |
| --------------------------------------------------- | ----------------------- | -------------- |
| Medalla de plata Juegos Deportivos Centroamericanos | Costa Rica              | 2013           |
| Primera División                                    | Club Sport Herediano    | Verano 2013    |
| Primera División                                    | Club Sport Herediano    | Verano 2015    |
| Primera División                                    | Municipal Pérez Zeledón | Apertura 2017  |
| Supercopa de Costa Rica                             | Club Sport Herediano    | Supercopa 2020 |